# Gobierno Regional de Coquimbo

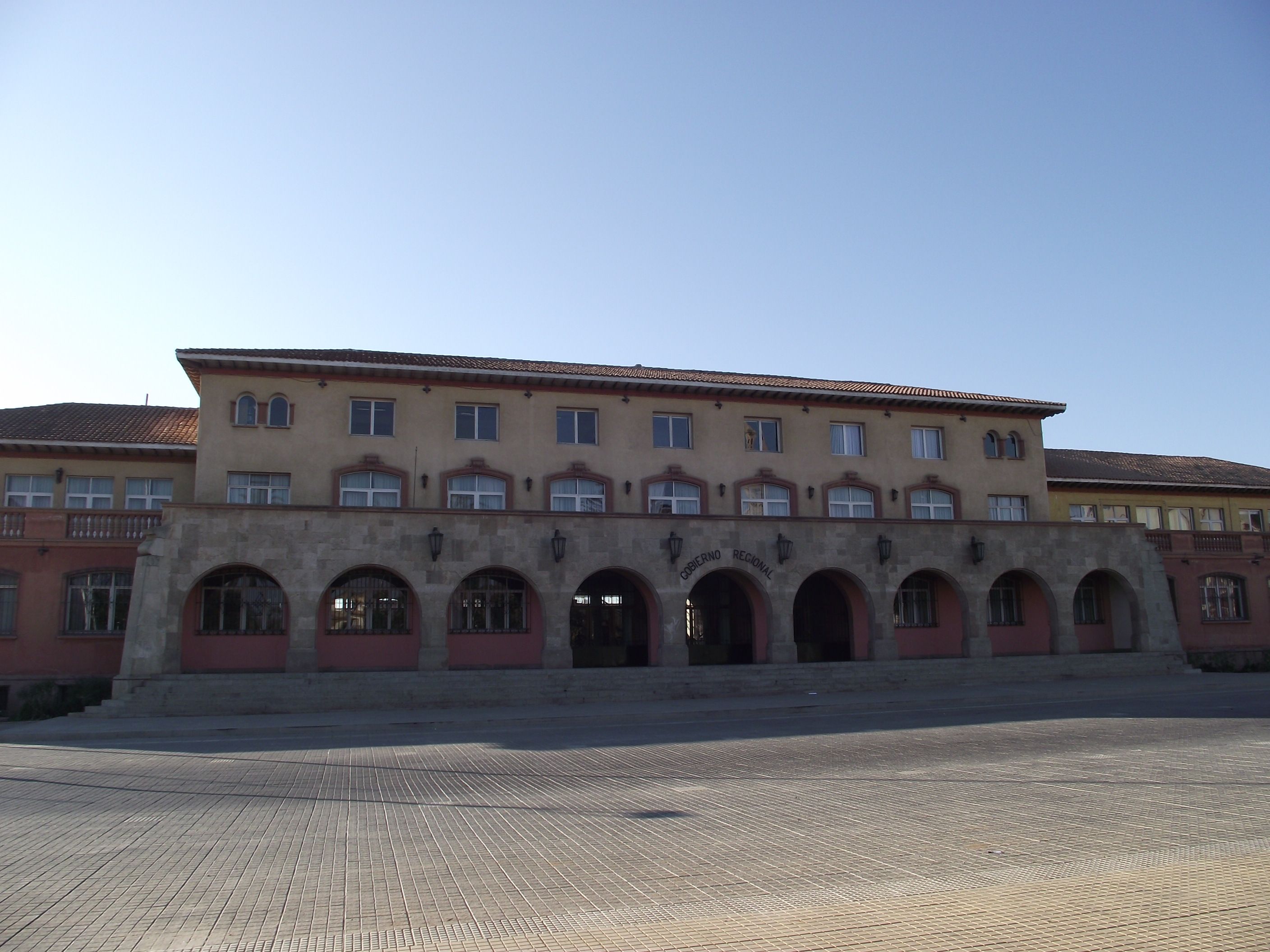
Edificio de la Intendencia de la Región de Coquimbo, sede del Gobierno Regional.

El Gobierno Regional de Coquimbo es el órgano con personalidad jurídica de derecho público y patrimonio propio, que tiene a su cargo la administración superior de la Región de Coquimbo, Chile, y cuya finalidad es el desarrollo social, cultural y económico de esta. Tiene su sede en la capital regional, la ciudad de La Serena.
Está constituido por el Gobernador y el Consejo Regional.

## Gobernador de la Región de Coquimbo
Es la persona en la cual reside la administración superior de la región, correspondiéndole presidir el consejo regional y ejercer las funciones y atribuciones que la ley orgánica constitucional determine, en coordinación con los demás órganos y servicios públicos creados para el cumplimiento de la función administrativa. Asimismo, le corresponde la coordinación, supervigilancia o fiscalización de los servicios públicos que dependan o se relacionen con el gobierno regional. Desde el 14 de julio de 2021 hasta el 23 de agosto de 2024 la gobernadora regional fue Krist Naranjo Peñaloza. Desde el 6 de enero de 2025 el gobernador electo es Cristóbal Juliá de la Vega (Ind-Evopoli)

## Consejo Regional de Coquimbo
El consejo regional de la Región de Coquimbo es un órgano de carácter normativo, resolutivo y fiscalizador, dentro del ámbito propio de competencia del Gobierno Regional, encargado de hacer efectiva la participación de la ciudadanía regional y ejercer las atribuciones que la ley orgánica constitucional respectiva le encomienda.
Está integrado por 16 consejeros elegidos por sufragio universal en votación directa, de cada una de las 3 provincias de la región (8 por Elqui; 4 por Limarí; y 4 por Choapa), que duran 4 años en sus cargos y pueden ser reelegidos. El Gobernador Regional ejerce la presidencia del Consejo 

### Listado de consejeros regionales
El consejo regional está compuesto, para el periodo 2025-2029, por:
| Provincia | Consejero                 | Partido | Partido   | Periodo                      |
| --------- | ------------------------- | ------- | --------- | ---------------------------- |
| Elqui     | Valeria Chacana Alarcón   |         | PC        | Desde el 6 de enero de 2025  |
| Elqui     | Paola Cortés Vega         |         | UDI       | Desde el 11 de marzo de 2018 |
| Elqui     | Lombardo Toloza Escorza   |         | PDC       | Desde el 11 de marzo de 2018 |
| Elqui     | Francisco Corral Macías   |         | PRCh      | Desde el 6 de enero de 2025  |
| Elqui     | María Concha Wagenknecht  |         | RN        | Desde el 11 de marzo de 2014 |
| Elqui     | Belen Auger Julien        |         | PRCh      | Desde el 6 de enero de 2025  |
| Elqui     | Pedro Valencia Cortés     |         | PS        | Desde el 11 de marzo de 2022 |
| Elqui     | Ximena Ampuero García     |         | FA        | Desde el 11 de marzo de 2018 |
| Limarí    | Max Aguirre Rojas         |         | RN        | Desde el 6 de enero de 2025  |
| Limarí    | Carlos Romo García        |         | PS        | Desde el 6 de enero de 2025  |
| Limarí    | Bernardo Chávez Araya     |         | PRCh      | Desde el 6 de enero de 2025  |
| Limarí    | Tatiana Cortés Segovia    |         | PC        | Desde el 11 de marzo de 2022 |
| Choapa    | Eduardo Ibacache Olivares |         | PDC       | Desde el 11 de marzo de 2022 |
| Choapa    | Juan Hisi Espinoza        |         | Ind - PDC | Desde el 6 de enero de 2025  |
| Choapa    | Angel González Aguilera   |         | Ind - RN  | Desde el 11 de marzo de 2022 |
| Choapa    | Juan Barraza Astorga      |         | PPD       | Desde el 11 de marzo de 2022 |